# Aporophyla apicalis
Aporophyla apicalis là một loài bướm đêm trong họ Noctuidae.